# 第三届全国人民代表大会常务委员会
第三届全国人民代表大会常务委员会的组成人员（委员长、副委员长、秘书长和委员）由第三届全国人民代表大会第一次会议于1965年1月3日选出。共有116名组成人员，其中委员长1名，副委员长18名，秘书长1名，委员96名。任期由1965年1月至1975年1月，期間共召開33次會議。常委會组成情况如下：

## 组成人员
- 委员长（1人）：朱德
- 副委员长（18人）：
彭真、刘伯承、李井泉、康生、郭沫若、何香凝（女）、黄炎培、陈叔通、李雪峰、徐向前、杨明轩、程潜、赛福鼎·艾则孜（维吾尔族）、林枫、刘宁一、张治中、阿沛·阿旺晋美（藏族）、周建人。
其中6人任内逝世：
  1. 1965年12月21日，黄炎培逝世。
  2. 1966年2月17日，陈叔通逝世。
  3. 1967年8月22日，杨明轩逝世。
  4. 1968年4月9日，程潜逝世。
  5. 1969年4月3日，张治中逝世。
  6. 1972年9月1日，何香凝逝世。
- 秘书长（1人）：刘宁一（副委员长兼）
- 委员（96人，按姓名笔划排列）：马纯古、王世泰、王昆仑、王淦昌、王维舟、区棠亮、贝时璋、邓初民、邓颖超、孔原、古大存、卢汉、帅孟奇、叶剑英、叶渚沛、史良、刘长胜、刘亚雄、刘澜波、庄希泉、许广平、朱良才、华罗庚、严济慈、李达、李延禄、杨之华、杨至成、杨尚昆、杨蕴玉、吴玉章、吴有训、吴冷西、吴耀宗、张云逸、张苏、张经武、张难先、张鋆、陈少敏、陈劭先、陈其尤、陈其瑗、陈奇涵、陈垣、邵力子、武新宇、范文澜、茅以升、林兰英、林巧稚、林锵云、罗叔章、罗琼、竺可桢、季方、周礼、周纯全、周叔弢、孟继懋、施复亮、赵九章、赵寿山、赵忠尧、赵毅敏、南汉宸、胡子昂、胡乔木、胡厥文、胡愈之、胡耀邦、俞霭峰、郭建、唐生智、钱崇澍、钱瑛、徐子荣、徐立清、徐冰、徐特立、梁思成、章士钊、萧劲光、梅龚彬、曹孟君、龚饮冰、童第周、曾志、谢扶民、谢南光、彭绍辉、韩光、粟裕、蔡廷锴、蔡畅、熊克武。
其中38人任内逝世（多人在“文革”期间被迫害致死）：
  1. 1965年6月20日，赵寿山逝世。
  2. 1965年12月28日，钱崇澍逝世。
  3. 1966年8月24日，李达逝世。
  4. 1966年1月4日，古大存逝世。
  5. 1966年12月12日，吴玉章逝世。
  6. 1967年1月7日，曹孟君逝世。
  7. 1967年1月20日，刘长胜逝世。
  8. 1967年1月27日，南汉宸逝世。
  9. 1967年2月3日，杨至成逝世。
  10. 1967年12月2日，陈劭先逝世。
  11. 1967年12月25日，邵力子逝世。
  12. 1968年10月26日，赵九章逝世。
  13. 1968年11月28日，徐特立逝世。
  14. 1968年3月3日，许广平逝世。
  15. 1968年4月25日，蔡廷锴逝世。
  16. 1968年5月30日，陈其瑗逝世。
  17. 1968年9月11日，张难先逝世。
  18. 1969年6月20日，徐子荣逝世。
  19. 1969年7月26日，谢南光逝世。
  20. 1969年7月29日，范文澜逝世。
  21. 1970年11月12日，施复亮逝世。
  22. 1970年12月10日，陈其尤逝世。
  23. 1970年12月2日，林锵云逝世。
  24. 1970年1月10日，王维舟逝世。
  25. 1970年4月6日，唐生智逝世。
  26. 1970年9月2日，熊克武逝世。
  27. 1971年10月27日，张经武逝世。
  28. 1971年11月24日，叶渚沛逝世。
  29. 1971年6月21日，陈垣逝世。
  30. 1972年1月9日，梁思成逝世。
  31. 1972年3月22日，徐冰逝世。
  32. 1973年10月20日，杨之华逝世。
  33. 1973年7月1日，章士钊逝世。
  34. 1973年7月26日，钱瑛逝世。
  35. 1974年2月7日，竺可桢逝世。
  36. 1974年5月13日，卢汉逝世。
  37. 1974年7月31日，谢扶民逝世。
  38. 1974年11月19日，张云逸逝世。

## 其他工作人员
- 副秘书长：
  - 1965年2月13日第三届全国人民代表大会常务委员会第二次会议通过：武新宇、余心清、[[[连贯 (1906年)|连贯]]、胡愈之、陈此生、姚溱、赵伯平、罗叔章[3]
  - 1965年10月28日第三届全国人民代表大会常务委员会第十六次会议通过：冯铉[4]